# Freyella pacifica
Freyella pacifica är en sjöstjärneart som beskrevs av Ludwig 1905. Freyella pacifica ingår i släktet Freyella och familjen Freyellidae. Inga underarter finns listade i Catalogue of Life.